# Manuel Fresco
Manuel Fresco (né le 3 juin 1888 à Navarro, Buenos Aires, et mort le 17 novembre 1971) est un homme politique argentin, gouverneur de la province de Buenos Aires (Argentine) du 18 février 1936 au 6 mars 1940, succédant à Raúl Díaz (es). Étoile montante du Parti démocrate national (conservateur), aux côtés de Vicente Solano Lima, et proche du fascisme, il avait été élu en novembre 1935 lors d'élections parmi les « plus burlesques » et teintées de « fraudes » de la « décennie infâme », selon les mots de l'ambassadeur des États-Unis,.

## Fresco en tant que gouverneur
Médecin et conseiller municipal du Parti conservateur à Avellaneda, il avait été élu député provincial en 1919, et s'opposait fortement au vote à bulletin secret, en vigueur depuis la loi Sáenz Peña de 1912, qui avait permis l'accession au pouvoir de l'Union civique radicale (UCR). Il fut élu député national le 2 mars 1930, six mois avant le coup d'État militaire du général José F. Uriburu, dont il était l'un des soutiens, en tant qu'opposant du président radical Yrigoyen. Le dictateur le nomme gouverneur administratif (interventor) de Morón (province de Buenos Aires) puis Directeur général de l'hygiène de la province.
Participant à la réorganisation des conservateurs dans la province de Buenos Aires, il fut élu aux élections de novembre 1931 député du Parti démocrate national (PDN, conservateur) nouvellement créé, et devint en 1933 président de son groupe parlementaire. L'année suivante, le président de facto Agustín P. Justo le nomma président de la Chambre des députés, lui donnant ainsi une envergure nationale.
Ennemi de la « particratie » et du régime « bourgeois, capitaliste, athée, libéral et matérialiste », c'était un admirateur de Mussolini et d'Hitler, qui s'opposait aux projets de salaire minimum, préconisant une sorte de darwinisme social. Défenseur du corporatisme fasciste, ce que dénonça le socialiste Nicolás Repetto dans Mi Paso por la política, il s'allia avec le courant gestionnaire de la CGT qui préférait négocier avec le gouverneur plutôt que d'affronter directement le régime corrompu. Démagogue, il fut l'un des premiers à utiliser la radio et organisa nombre d'événements sportifs.
Le 21 février 1935, il fut choisi par le PDN pour représenter le parti aux élections provinciales de Buenos Aires, dues pour novembre 1935, avec comme colistier Aurelio F. Amoedo. Face à eux, l'UCR avaient présenté Honorio Pueyrredón et Mario Guido.
Il promulgua un décret, en mai 1936, interdisant toute activité communiste liée à la Troisième Internationale, ce qui permit, selon l'opposition socialiste, de réprimer durement les réunions du PS, par exemple à Tandil.
Adversaire de la loi 1 420 sur l'éducation laïque, gratuite et obligatoire, il imposa, de façon illégale, en 1936, l'éducation religieuse dans toutes les écoles de la province.
Il chargea l'architecte Francisco Salamone du projet urbaniste « Dieu, Patrie et Foyer » (Dios, Patria y Hogar), célébrant la « Conquête du désert » contre les « barbares » du général Rosas (en fait une campagne d'extermination des peuples autochtones, en particulier les Mapuches) en construisant principalement dans les forts avancés de la province de Buenos Aires à cette époque. Salamone construisit ainsi de nombreux bâtiments dans la province, par exemple la mairie de Coronel Pringles (photo), combinant Art déco, fonctionnalisme, futurisme et architecture fasciste. Fresco engagea en effet une politique de grands travaux, qui aboutit à la construction de la route no 2, du casino de Mar del Plata, et de la prison d'Olmos.

## Les années 1940
Ami du célèbre caudillo d'Avellaneda, Alberto Barceló, il lui céda sa candidature pour les élections de 1940. Il organisa en février 1940 les élections législatives provinciales, auxquelles se présenta le radical Ricardo Balbín, qui avait promis que s'il était élu alors que des fraudes avaient été commises, il démissionnerait, ce qu'il fit immédiatement. Barceló, le candidat conservateur, fut élu gouverneur grâce à ces fraudes massives. Celles-ci convainquirent le président Roberto María Ortiz, élu en 1938, d'ordonner en mars 1940 l'annulation des élections et l'intervention fédérale, Octavio Amadeo étant nommé à ce poste, afin de gouverner la province de Buenos Aires, dans un souci de nettoyer un peu la vie politique locale.
Le 9 juin 1941, Manuel Fresco annonça la création d'un mouvement politique, l'Union Nacional Argentina (Patria), qui fut rapidement transformé en parti, proposant la défense de la famille et de la patrie, ainsi qu'une position neutraliste quant à la Seconde Guerre mondiale. Il fonda ensuite, en 1942, un journal, Cabildo, pour diffuser ses idées (un magazine catholique nationaliste reprit ce nom dans les années 1970). Après l'enlèvement d'Adolf Eichmann en 1960 par le Mossad, Cabildo participa à la campagne antisémite initiée par le mouvement nationaliste Tacuara.
Après le coup d'État de 1943 qui porta le général Ramírez au pouvoir, Fresco fut le seul député conservateur, avec Alberto Viñas, à conserver des responsabilités administratives, en étant nommé médecin des réseaux ferroviaires et travaillant au département national d'hygiène.
Fresco était l'une des personnalités présentes à l'investiture à la vice-présidence de Juan Pistarini en octobre 1945, lui aussi connu pour ses positions pro-Axe, aux côtés d'Enrique P. Oses.